# Rhopalomyia paratubifex
Rhopalomyia paratubifex är en tvåvingeart som beskrevs av Nikolai Vasilevich Kovalev 1967. Rhopalomyia paratubifex ingår i släktet Rhopalomyia och familjen gallmyggor. Inga underarter finns listade i Catalogue of Life.